# Alan Neilson
Alan Bruce Neilson (* 26. September 1972 in Wegberg, Deutschland) ist ein ehemaliger walisischer Fußballspieler. Der Innenverteidiger, der häufig auch als rechter Außenverteidiger aufgeboten wurde, lief zwischen 1992 und 1996 fünfmal für die walisische Nationalelf auf und arbeitet seit 2021 als Trainer der U21 von Norwich City
Während seiner aktiven Laufbahn spielte er für Newcastle United, den FC Southampton, den FC Fulham, Grimsby Town (auf Leihbasis), Luton Town, den FC Tamworth und zuletzt Salisbury City FC, bevor er im Juni 2008 eine Leitungsfunktion in der Jugendabteilung von Luton Town übernahm. Im folgenden Jahr 2009 beförderte ihn der Klub zum Kotrainer und nach dem Weggang von Mick Harford war er kurzzeitig Cheftrainer der „Hatters“. Im Sommer 2010 legte er die Assistenzstelle nieder und ist seitdem im Trainerstab als sogenannter „First-Team Development Manager“ allgemein für die Kaderentwicklung zuständig, was sowohl das Scouting als auch die besondere Förderung junger Talente beinhaltet.